# Wisła Kraków w sezonie 2018/2019 (piłka nożna)
Sezon 2018/2019 był dla Wisły Kraków 23. sezonem z rzędu, a 79. w całej historii klubu, w najwyższej klasie rozgrywkowej w polskim systemie ligowym w piłce nożnej. Zespół przedsezonowe treningi rozpoczął 12 czerwca, a zajęcia przygotowawcze odbywały się w ośrodku treningowym w Myślenicach. W przerwie zimowej przeprowadzono tygodniowe zgrupowanie w Antalyi. Pierwszym spotkaniem, które rozegrała drużyna, był jubileuszowy mecz 23 czerwca z okazji stulecia istnienia Babiej Góry Sucha Beskidzka, występującej wtedy w wadowickiej klasie A. Krakowski klub rozpoczął sezon ligowy 21 lipca meczem u siebie z Arką Gdynia, a pierwszy występ w Pucharze Polski jako zespół występujący w Ekstraklasie zaliczył w 1/32 finału, gdzie odpadł po rzutach karnych z Lechią Gdańsk. Po 30. kolejkach fazy zasadniczej krakowski klub uplasował się na 9. pozycji, tym samym nie awansował do grupy A, gdzie rozstrzygnęła się walka o podium ligowe. Po rundzie finałowej miejsce Wisły w tabeli nie uległo zmianie.

## Działalność klubu
W kwietniu Wisła ogłosiła, że uruchamia nową sekcję Blind Footballu we współpracy z Tyniecka Nie Widząc Przeszkód, zostając pierwszym klubem Ekstraklasy, który zdecydował się na taki projekt.
15 maja Komisja ds. Licencji Klubowych PZPN przyznała klubowi licencję upoważniającą do uczestnictwa w rozgrywkach Ekstraklasy w sezonie 2018/2019 i europejskich pucharach z nałożonym nadzorem finansowym i infrastrukturalnym. Do końca września obowiązywała kara zakazu organizacji wyjazdu grup kibicowskich, którą Komisja Ligi nałożyła po przerwanym meczu z Lechem Poznań z przedostatniej kolejki ubiegłego sezonu.
11 maja podczas konferencji prasowej Arkadiusz Głowacki i Paweł Brożek ogłosili rozstanie z krakowskim klubem. Podczas meczu 36. kolejki z Lechem Poznań odbyło się oficjalne pożegnanie obu zawodników. Wygasające wraz z końcem czerwca kontrakty graczy nie zostały przedłużone. Głowacki zdecydował się zakończyć profesjonalną karierę zawodnika. W czerwcu przejął w krakowskim klubie obowiązki dyrektora sportowego. Brożek po czterech miesiącach przerwy ponownie związał się z krakowskim klubem kontraktem obowiązującym do końca sezonu 2018/19.
Sprzedaż karnetów na rundę zasadniczą i finałową rozpoczęto 5 czerwca.
W ostatnim tygodniu czerwca rozwiązano za porozumieniem stron kontrakt Asmira Suljicia, który zawarto w lutym. Zawodnik miał przenieść się do Krakowa na zasadzie wolnego transferu po wygaśnięciu umowy z Videotonem, obowiązującej do 30 czerwca. Suljić wziął udział tylko w pierwszych zajęciach przygotowawczych.
13 sierpnia odbyło się zebranie założycielskie stowarzyszenia Socios Wisła Kraków. W trakcie spotkania przyjęto statut, wybrano władze stowarzyszenia z Witoldem Ekielskim na czele i powołano komisję rewizyjną pod kierownictwem Krzysztofa Pawlaka. Stowarzyszenie powstało z inicjatywy kibiców, którzy uzyskali akceptację projektu od zarządu klubu.
Partnerem strategicznym klubu pozostał na kolejny sezon bukmacher LVbet. Producentem koszulek był Adidas, sponsor techniczny od sezonu 2010/2011. Nowe trykoty klubu zaprezentowano 21 lipca przed rozpoczęciem pierwszego meczu w sezonie.
W październiku trener Kiko Ramírez poinformował, że osiągnął porozumienie z Wisłą, rozwiązując obowiązującą do końca bieżącego sezonu umowę kontraktową mimo zwolnienia 10 grudnia 2017. roku z funkcji głównego szkoleniowca.
Pierwotny plan zimowych przygotowań Wisły nie zakładał zagranicznego obozu, jednak przy współpracy ze spółką reprezentującą deweloperską Grupę Murapol w sprawach marketingowych, w tym marketingu sportowego, koszty wyjazdu na zgrupowanie do Turcji zostały pokryte przez sponsora. Na miejsce stacjonowania wybrano Belek w Antalyi. Podczas zgrupowania rozegrano mecze kontrolne z juniorami Worskłej Połtawy i seniorskim zespołem SFK Etyr Wielkie Tyrnowo. W zgrupowaniu wzięło udział 25. zawodników.
W lutym rozpoczęto pierwszą tego typu inicjatywę w Polsce, która umożliwiła podwyższenie kapitału piłkarskiej spółki za pomocą finansowania społecznościowego przez dedykowaną platformę internetową.
W lipcu 2019. roku klub z Krakowa został wyróżniony w III edycji konkursu Ekstra Sezon, organizowanego przez Ekstraklasę SA, statuetkami Ekstra Kreacja za akcję „Czyny nie słowa” angażującą lokalną społeczność kibiców we wspieranie klubu i Ekstra Nagroda Specjalna.

### Kontrowersje
15 września Superwizjer w reportażu Szymona Jadczaka ujawnił powiązania władz krakowskiego klubu z zorganizowaną grupą przestępczą. Po emisji materiału oświadczenie wydał zarząd piłkarskiej spółki, Towarzystwa Sportowego, a także Damian Dukat, w którym zaprzeczono zarzutom z programu. Z członkostwa w Radzie Towarzystwa Sportowego, organie doradczym, zrezygnował jej wiceprzewodniczący Paweł Gieras, dziekan Okręgowej Rady Adwokackiej w Krakowie. Brak reakcji klubu na oskarżenia w nim stawiane stał się przyczyną protestu dziennikarzy sportowych piszących o Wiśle. Zarzuty mogły stać się podstawą do przedterminowych rozwiązań umów sponsorskich. Na posiedzeniu zarządu Towarzystwa Sportowego z 16 października, ze względów wizerunkowych została przyjęta rezygnacja Damiana Dukata z członkostwa.

### Zmiany właścicielskie
Po kontrowersjach związanych z ujawnieniem powiązań władz klubu oraz w związku ze złą sytuacją finansową rozpoczęto poszukiwanie inwestora. W drugim tygodniu listopada oficjalną ofertę kupna przysłał do zarządu Towarzystwa Sportowego fundusz Noble Capital Partners Ltd. Negocjacje kontynuowano podczas pierwszego spotkania z przedstawicielami funduszu 23 listopada w Krakowie. W związku z pojawiającymi się informacjami dotyczącymi przejęcia Wisły przez nowych inwestorów, Komisja ds. Licencji Klubowych PZPN postanowiła w ramach nałożonego nadzoru finansowego zobowiązać klub do comiesięcznego przedstawiania sprawozdania finansowego wraz ze szczegółowym zestawieniem zobowiązań licencyjnych. W grudniu z przejęcia piłkarskiej spółki zrezygnowali ostatecznie potencjalni inwestorzy z Krakowa: Wojciech Kwiecień (właściciel aptek), Wiesław Włodarski, deweloper Dasta Invest i firma spedycyjna Antrans, motywując decyzję przeprowadzonym audytem finansów klubu. Miesiąc wcześniej wycofał się Stanisław Ziętek, jeden z dawnych właścicieli Tele-Foniki i były współwłaściciel Wisły.
19 grudnia Towarzystwo Sportowe Wisła poinformowała o warunkowym sprzedaniu sekcji piłkarskiej luksembursko-brytyjskiemu konsorcjum funduszy inwestycyjnych, zaś 22 grudnia właścicielami piłkarskiej Wisły zostały Alelega Luxembourg S.à r.l. (60% akcji) oraz Noble Capital Partners Ltd (40%). Zanim ogłoszono przekazanie akcji nowym właścicielom, Vanna Ly, Mats Hartling i Adam Pietrowski spotkali się z prezydentem Krakowa Jackiem Majchrowskim. Dotychczasowy zarząd i rada nadzorcza podały się do dymisji, zaś p.o. prezesa został Adam Pietrowski. Ponieważ nowi inwestorzy nie przelali pieniędzy zgodnie z umową, akcje spółki wróciły do Towarzystwa Sportowego.
Z powodu zaległości w pensjach od czerwca większość zawodników przed końcem roku złożyła w klubie wnioski o zapłatę zaległych pieniędzy. W sytuacji nie uregulowania przez klub zaległości w ciągu 14 dni, piłkarze mieli prawo wystąpić do PZPN o rozwiązanie kontraktu. Jednym z pierwszych zawodników, u którego minął termin spłaty, był Zoran Arsenić. W styczniu na opuszczenie Krakowa zdecydowało się siedmiu piłkarzy.
Na początku 2019. roku Komisja ds. Licencji Klubowych PZPN zawiesiła licencję na występy w Ekstraklasie ze względu na niejasną sytuację prawną Klubu oraz w związku z licznymi naruszeniami postanowień Podręcznika Licencyjnego, a nowym prezesem klubu został Rafał Wisłocki, członek zarządu Towarzystwa Sportowego. Za porozumieniem stron rozwiązano umowę pomiędzy piłkarską spółką a Stowarzyszeniem Kibiców Wisły Kraków na świadczenie usług.
W mediach społecznościowych zostaje zapoczątkowana przez Jarosława Królewskiego akcja #50kforwk w ramach finansowego wsparcia krakowskiego klubu. Do inicjatywy dołączają Stowarzyszenie Socios Wisła i kibice. Po apelu GKS Glinik Gorlice, by inne kluby wsparły Wisłę finansowo, rozpoczyna się akcja „Kluby dla klubu”.
8 stycznia Prokuratura Okręgowa w Krakowie rozpoczęła śledztwo w sprawie nieprawidłowości, których miały się dopuścić zarządy piłkarskiej spółki i Towarzystwa Sportowego. Funkcjonariusze Wydziału ds. Przestępczości Gospodarczej KWP w Krakowie oraz Centralnego Biura Śledczego Policji przeszukali lokale związane z Wisłą w celu zabezpieczenia dowodów ewentualnych przestępstw. Tego samego dnia doszło do spotkanie prezesa Ekstraklasy, Marcina Animuckiego, z nowym prezesem Wisły, Rafałem Wisłockim w celu omówienia możliwych rozwiązań w przywróceniu licencji na występy w lidze. Brak wiarygodnych sprawozdań finansowych i brak wiarygodnej prognozy finansowej spowodował, że 11 stycznia Komisja Licencyjna podtrzymała decyzję o zawieszeniu licencji.
14 stycznia zaczęła obowiązywać umowa, na mocy której piłkarska spółka pozyskała 4 miliony złotych pożyczki. Pożyczkodawcami zostali Jakub Błaszczykowski, Jarosław Królewski i Tomasz Jażdżyński. Towarzystwo Sportowe straciło decyzyjny wpływ na zarządzanie piłkarską spółką. 21 stycznia w Centralnej Informacji Krajowego Rejestru Sądowego wykreślono z zarządu Marzenę Sarapatę i Daniela Gołdę, a prezesem zarządu został Rafał Wisłocki. Z rady nadzorczej usunięto Tadeusza Czerwińskiego, Ludwika Mięttę-Mikołajewicza i Mateusza Stankiewicza. Jako nowych członków wpisano Kazimierza Lenczowskiego, Łukasz Przegona i Piotra Piątkę, tym samym uznając za nieważną umowę przejęcia piłkarskiej spółki w grudniu. Następnego dnia Komisja ds. Licencji Klubowych PZPN odwiesiła licencję na grę w lidze, a klub otrzymał zgodę na dokończenie rozgrywek w sezonie 2018/2019.
W lutym doszło do podpisania umów, w myśl których pożyczkodawcy otrzymali prawo do odsprzedania akcji spółki w przyszłości. Uregulowana została również kwestia zadłużenia piłkarskiej spółki wobec Towarzystwa Sportowego. 13 marca walne zgromadzenie akcjonariuszy podjęło decyzję o zmianach w statucie i składzie rady nadzorczej Wisły Kraków SA.

## Stadion

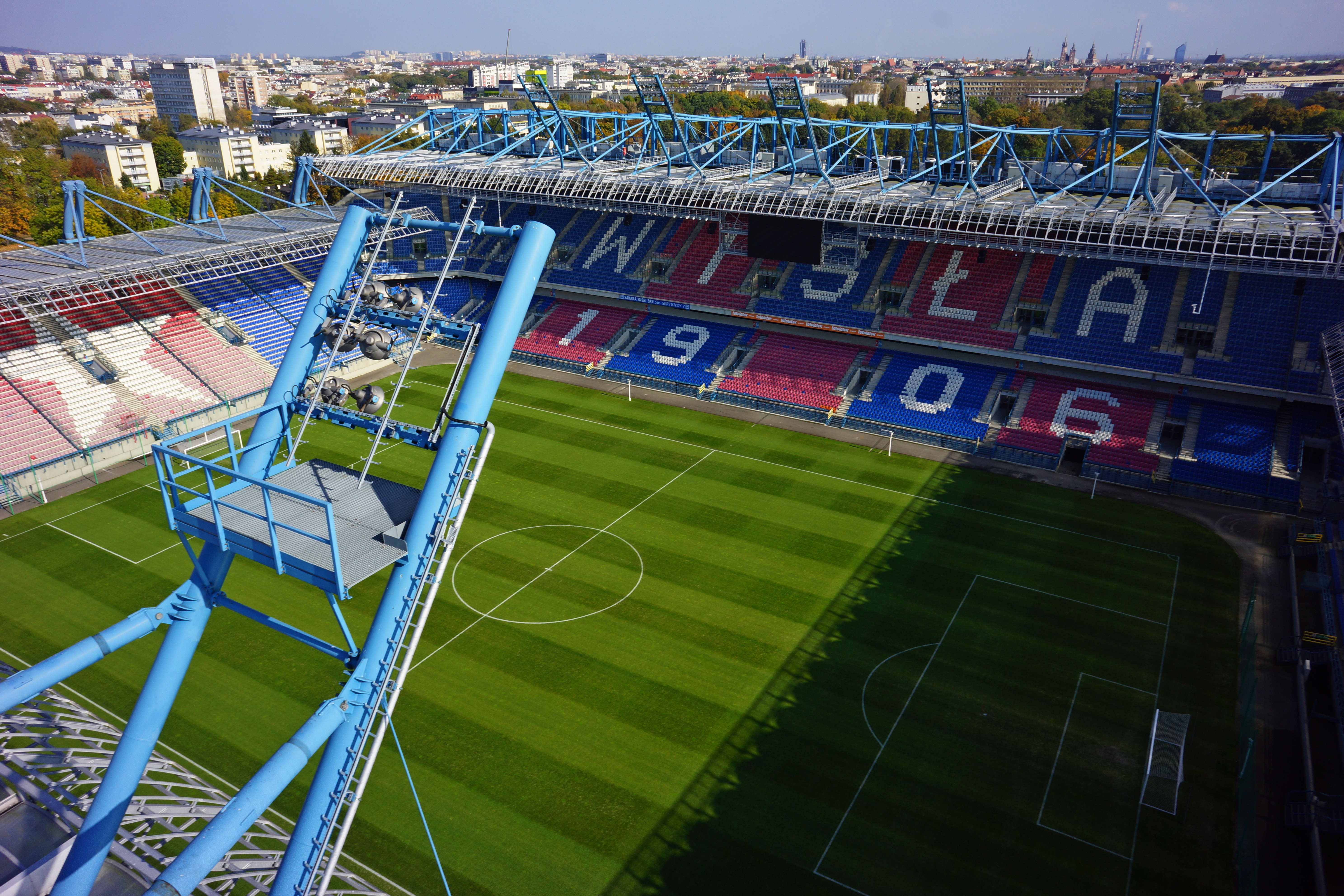
Stadion Miejski w Krakowie

2 lipca prezydent miasta, Jacek Majchrowski, po negatywnej opinii skarbnika i miejskich prawników, nie wydał zgody Zarządowi Infrastruktury Sportowej na przedłużenie z Wisła Kraków SA umowy dzierżawy Stadionu Miejskiego im. Henryka Reymana, która wygasła 30 czerwca. Klub nie uregulował należności za wykorzystywanie w poprzednich sezonach obiektu przy ulicy Reymonta, do czego zobowiązał się w porozumieniu zawartym z miastem w 2016 roku. Decyzja została podtrzymana przez urzędników 10 lipca na dodatkowym posiedzeniu Komisji Budżetowej Rady Miasta Krakowa. Następnego dnia upłynął termin dostarczenia do PZPN ważnej umowy wynajęcia stadionu, co było jednym z wymogów uzyskania licencji na udział w nadchodzącym sezonie ligowym. W czerwcowym postępowaniu licencyjnym przed Komisją ds. Licencji Klubowych krakowski klub dysponował wyłącznie warunkową promesą zawarcia umowy dzierżawy obiektu, wydaną przez Gminę Miejską.
Z inicjatywy kibiców powstał program finansowego wsparcia za pomocą zbiórki publicznej pod szyldami #ReymonTTa22 i #WisłaTylkoPrzyReymonta. Klub zadeklarował pełną transparentność informacji w zakresie zbierania pieniędzy. Do negocjacji z miastem włączył się organizator rozgrywek Ekstraklasy przy współudziale Zbigniewa Bońka. 12 lipca lokalne media ujawniły szczegóły porozumienia z Jackiem Majchrowskim w kwestii spłaty zadłużenia w trzech ratach do 2020 roku z puli wypłacanej klubom co edycję ze sprzedaży praw mediowych. W następnym tygodniu Kraków podpisał z Ekstraklasą SA umowę cesji wierzytelności piłkarskiej spółki Wisły. Krakowski klub związał się z miastem pojedynczymi umowami na 3 pierwsze mecze domowe. Przedstawiciele klubu na 48 godzin przed planowanym rozpoczęciem spotkania każdorazowo wpłacali kwotę 100 000 złotych netto plus VAT.
22 sierpnia została podpisana umowa dzierżawy między gminą Miejską Kraków a Wisłą Kraków, dotycząca udostępnienia Stadionu Miejskiego na potrzeby meczów piłki nożnej rozgrywanych w ramach Ekstraklasy i Pucharu Polski w sezonie 2018/2019. W porozumieniu pozostawiono zasadę o finansowym zabezpieczeniu czynszu najpóźniej na 2 dni przed wydarzeniem. We wrześniu miejscy radni z komisji budżetowej większością głosów zgodzili się na rozłożenie na 24 raty zaległości za dzierżawę stadionu od 1 stycznia do 30 czerwca 2018 roku.
Miejscem rozgrywania spotkań domowych był obiekt o pojemności 33 326 krzesełek.
* spotkania rozegrane w rundzie finałowej

## Lotto Ekstraklasa
| Poz. | Drużyna       | M  | Punkty | Z  | R  | P  | Bramki | Bramki | Bramki |
| Poz. | Drużyna       | M  | Punkty | Z  | R  | P  | +      | -      | +/−    |
| ---- | ------------- | -- | ------ | -- | -- | -- | ------ | ------ | ------ |
| 9    | Wisła Kraków  | 37 | 49     | 14 | 7  | 16 | 67     | 63     | +4     |
| 10   | Korona Kielce | 37 | 47     | 12 | 11 | 14 | 42     | 54     | -12    |
| 11   | Górnik Zabrze | 37 | 46     | 12 | 10 | 15 | 48     | 53     | -5     |
| 12   | Śląsk Wrocław | 37 | 44     | 12 | 8  | 17 | 49     | 45     | +4     |
| 13   | Arka Gdynia   | 37 | 42     | 10 | 12 | 15 | 49     | 51     | -2     |

| Poz. | Drużyna        | M  | Punkty | Z  | R  | P  | Bramki | Bramki | Bramki |
| Poz. | Drużyna        | M  | Punkty | Z  | R  | P  | +      | -      | +/−    |
| ---- | -------------- | -- | ------ | -- | -- | -- | ------ | ------ | ------ |
| 7    | Pogoń Szczecin | 30 | 43     | 12 | 7  | 11 | 44     | 42     | +2     |
| 8    | Lech Poznań    | 30 | 43     | 13 | 4  | 13 | 41     | 40     | +1     |
| 9    | Wisła Kraków   | 30 | 42     | 12 | 6  | 12 | 55     | 48     | +7     |
| 10   | Korona Kielce  | 30 | 40     | 10 | 10 | 10 | 35     | 44     | -9     |
| 11   | Miedź Legnica  | 30 | 32     | 8  | 8  | 14 | 30     | 52     | -22    |

### Wyniki spotkań
| Mecz                         | Data            | Godz. | Stadion   | Przeciwnik            | Wynik | Punkty | Strzelcy                                                      |
| ---------------------------- | --------------- | ----- | --------- | --------------------- | ----- | ------ | ------------------------------------------------------------- |
| Runda jesienna               |                 |       |           |                       |       |        |                                                               |
| 1                            | 21 lipca        | 18:00 | Kraków    | Arka Gdynia           | 0:0   | 1      | -                                                             |
| 2                            | 27 lipca        | 20:30 | Kraków    | Miedź Legnica         | 2:1   | 4      | Ondrášek, Kort                                                |
| 3                            | 5 sierpnia      | 18:00 | Białystok | Jagiellonia Białystok | 0:1   | 4      | –                                                             |
| 4                            | 10 sierpnia     | 20:30 | Kraków    | Wisła Płock           | 1:1   | 5      | Ondrášek                                                      |
| 5                            | 19 sierpnia     | 18:00 | Poznań    | Lech Poznań           | 5:2   | 8      | Košťál, Ondrášek (2), Gytkjær (sam.), Imaz, Wasilewski, Kolar |
| 6                            | 25 sierpnia     | 20:30 | Kraków    | Górnik Zabrze         | 3:0   | 11     | Pietrzak, Ondrášek, Basha                                     |
| 7                            | 1 września      | 18:00 | Wrocław   | Śląsk Wrocław         | 1:0   | 14     | Ondrášek                                                      |
| 8                            | 15 września     | 20:30 | Kraków    | Lechia Gdańsk         | 5:2   | 17     | Ondrášek, Bartkowski, Kort, Košťál, Wojtkowski, Sadlok        |
| 9                            | 21 września     | 18:00 | Szczecin  | Pogoń Szczecin        | 1:2   | 17     | Imaz                                                          |
| 10                           | 29 września     | 20:30 | Kraków    | Korona Kielce         | 0:1   | 17     | -                                                             |
| 11                           | 7 października  | 18:00 | Kraków    | Cracovia              | 2:0   | 20     | Imaz, Arsenić                                                 |
| 12                           | 21 października | 18:00 | Warszawa  | Legia Warszawa        | 3:3   | 21     | Imaz (2), Košťál                                              |
| 13                           | 29 października | 18:00 | Kraków    | Zagłębie Sosnowiec    | 2:2   | 22     | Kort, Imaz                                                    |
| 14                           | 2 listopada     | 20:30 | Gliwice   | Piast Gliwice         | 0:2   | 22     | -                                                             |
| 15                           | 10 listopada    | 20:30 | Kraków    | Zagłębie Lubin        | 3:2   | 25     | Ondrášek, Boguski, Brożek                                     |
| 16                           | 26 listopada    | 18:00 | Gdynia    | Arka Gdynia           | 1:4   | 25     | Ondrášek                                                      |
| 17                           | 1 grudnia       | 18:00 | Legnica   | Miedź Legnica         | 0:2   | 25     | –                                                             |
| 18                           | 8 grudnia       | 20:30 | Kraków    | Jagiellonia Białystok | 2:2   | 26     | Mitrović (sam.), Kolar                                        |
| 19                           | 14 grudnia      | 18:00 | Płock     | Wisła Płock           | 2:1   | 29     | Ondrášek (2)                                                  |
| 20                           | 21 grudnia      | 20:30 | Kraków    | Lech Poznań           | 0:1   | 29     | –                                                             |
| Runda wiosenna               |                 |       |           |                       |       |        |                                                               |
| 21                           | 11 lutego       | 18:00 | Zabrze    | Górnik Zabrze         | 0:2   | 29     | –                                                             |
| 22                           | 18 lutego       | 18:00 | Kraków    | Śląsk Wrocław         | 1:0   | 32     | Błaszczykowski                                                |
| 23                           | 23 lutego       | 20:30 | Gdańsk    | Lechia Gdańsk         | 0:1   | 32     | –                                                             |
| 24                           | 3 marca         | 15:30 | Kraków    | Pogoń Szczecin        | 2:3   | 32     | Basha (2)                                                     |
| 25                           | 9 marca         | 18:00 | Kielce    | Korona Kielce         | 6:2   | 35     | Drzazga (3), Błaszczykowski, Savicević, Burliga               |
| 26                           | 17 marca        | 18:00 | Kraków    | Cracovia              | 3:2   | 38     | Drzazga, Kolar, Błaszczykowski                                |
| 27                           | 31 marca        | 18:00 | Kraków    | Legia Warszawa        | 4:0   | 41     | Peszko, Błaszczykowski, Pietrzak, Kolar                       |
| 28                           | 3 kwietnia      | 20:30 | Sosnowiec | Zagłębie Sosnowiec    | 3:4   | 41     | Kolar, Burliga, Pietrzak                                      |
| 29                           | 6 kwietnia      | 18:00 | Kraków    | Piast Gliwice         | 2:2   | 42     | Palčič                                                        |
| 30                           | 13 kwietnia     | 18:00 | Lubin     | Zagłębie Lubin        | 1:3   | 42     | Błaszczykowski                                                |
| Grupa mistrzowska / spadkowa |                 |       |           |                       |       |        |                                                               |
| 31                           | 22 kwietnia     | 15:30 | Kraków    | Wisła Płock           | 2:3   | 42     | Peszko                                                        |
| 32                           | 25 kwietnia     | 20:30 | Sosnowiec | Zagłębie Sosnowiec    | 1:2   | 42     | Drzazga                                                       |
| 33                           | 28 kwietnia     | 18:00 | Kraków    | Śląsk Wrocław         | 1:1   | 43     | Kolar                                                         |
| 34                           | 3 maja          | 20:30 | Zabrze    | Górnik Zabrze         | 2:1   | 46     | Kolar (2)                                                     |
| 35                           | 10 maja         | 20:30 | Kraków    | Korona Kielce         | 1:0   | 49     | Kolar                                                         |
| 36                           | 13 maja         | 18:00 | Gdynia    | Arka Gdynia           | 1:3   | 49     | Śliwa                                                         |
| 37                           | 18 maja         | 15:30 | Kraków    | Miedź Legnica         | 4:5   | 49     | Kolar (2), Savicević, Brożek                                  |

Ostatnia aktualizacja: 37. kolejka
    zwycięstwo     remis     porażka

### Kolejka po kolejce
| 1 | 2 | 3 | 4 | 5 | 6 | 7 | 8 | 9 | 10 | 11 | 12 | 13 | 14 | 15 | 16 | 17 | 18 | 19 | 20 | 21 | 22 | 23 | 24 | 25 | 26 | 27 | 28 | 29 | 30 | 31 | 32 | 33 | 34 | 35 | 36 | 37 |
| - | - | - | - | - | - | - | - | - | -- | -- | -- | -- | -- | -- | -- | -- | -- | -- | -- | -- | -- | -- | -- | -- | -- | -- | -- | -- | -- | -- | -- | -- | -- | -- | -- | -- |
| 9 | 5 | 9 | 9 | 7 | 6 | 2 | 1 | 3 | 6  | 3  | 4  | 4  | 5  | 4  | 6  | 6  | 8  | 6  | 8  | 9  | 9  | 9  | 10 | 10 | 9  | 7  | 7  | 9  | 9  | 9  | 10 | 10 | 9  | 9  | 9  | 9  |

    wejście do grupy mistrzowskiej     wejście do grupy spadkowej

## Totolotek Puchar Polski
Jako drużyna występująca w sezonie 2017/2018 w rozgrywkach Ekstraklasy, Wisła Kraków rozpoczęła rozgrywki Totolotek Pucharu Polski od 1/32 finału.
| Faza | Data        | Godz. | Stadion | Przeciwnik    | Wynik        | Strzelcy                                          |
| ---- | ----------- | ----- | ------- | ------------- | ------------ | ------------------------------------------------- |
| 1/32 | 25 września | 20:30 | Kraków  | Lechia Gdańsk | 1:1 4:5 (k.) | Ondrášek Brożek Košťál Pietrzak Sadlok Bartkowski |

Ostatnia aktualizacja: 25 września
    zwycięstwo     remis     porażka

## Mecze towarzyskie
| Data                                | Przeciwnik                 | Miejsce               | Wynik        | Strzelcy                                                                       |
| ----------------------------------- | -------------------------- | --------------------- | ------------ | ------------------------------------------------------------------------------ |
| Rozegrane w przerwie letniej        |                            |                       |              |                                                                                |
| 23 czerwca                          | Babia Góra Sucha Beskidzka | Sucha Beskidzka       | 9:0          | Małecki, Serafin (2), Korczyk, Bartosz, Boguski, Halilović, Laskoś, Bartkowski |
| 27 czerwca                          | Raków Częstochowa          | Myślenice             | 3:1          | Ondrášek, Kort                                                                 |
| 30 czerwca                          | MFK Karviná                | Myślenice             | 2:3          | Kort, Imaz                                                                     |
| 4 lipca                             | Puszcza Niepołomice        | Myślenice             | 1:0          | Pietrzak                                                                       |
| 7 lipca Puchar im. Henryka Reymana  | AS Monaco                  | Kraków                | 1:1 5:4 (k.) | Pietrzak Ondrášek Kort Boguski Sadlok Laskoś                                   |
| 14 lipca                            | MŠK Žilina                 | Kalwaria Zebrzydowska | 1:2          | Wasilewski                                                                     |
| Rozegrane w trakcie rundy jesiennej |                            |                       |              |                                                                                |
| 11 sierpnia                         | Wisła Kraków U-19          | Myślenice             | 3:1          | Halilović, Bartosz, Kolar                                                      |
| 7 września                          | Victoria 1918 Jaworzno     | Jaworzno              | 5:1          | Ondrášek (2), Wojtkowski, Kolar (2)                                            |
| 12 października                     | Bocheński KS               | Bochnia               | 5:2          | Brożek, Wojtkowski, Ondrášek, Boguski, Palčič                                  |
| 16 listopada                        | Zagłębie Sosnowiec         | Sosnowiec             | 3:1          | Kolar, Palčič (2)                                                              |
| Rozegrane w przerwie zimowej        |                            |                       |              |                                                                                |
| 16 stycznia                         | Wisła Sandomierz           | Myślenice             | 3:2          | Imaz, Palčič, Buksa                                                            |
| 19 stycznia                         | Garbarnia Kraków           | Myślenice             | 2:3          | Drzazga, Wojtkowski                                                            |
| 22 stycznia                         | Puszcza Niepołomice        | Myślenice             | 2:3          | Kolar, Buksa                                                                   |
| 26 stycznia                         | Worskła Połtawa U-19       | Kadriye               | 2:0          | Buksa, Morys                                                                   |
| 27 stycznia                         | SFK Etyr Wielkie Tyrnowo   | Kemerağzı             | 1:1          | Kolar                                                                          |
| 2 lutego                            | MŠK Žilina                 | Myślenice             | 1:0          | Peszko                                                                         |
| Rozegrane w trakcie rundy wiosennej |                            |                       |              |                                                                                |
| 21 marca                            | Odra Opole                 | Opole                 | 1:1          | Brożek                                                                         |

Ostatnia aktualizacja: 21 marca 2019
    zwycięstwo     remis     porażka

## Zawodnicy
Dzięki występowi w starciu z Pogonią Szczecin w ramach 9. kolejki Lotto Ekstraklasy Rafał Boguski stał się 86. członkiem Klubu 300, zrzeszającego piłkarzy, którzy na najwyższym szczeblu rozgrywkowym w Polsce rozegrali 300 lub więcej meczów.
Paweł Brożek przeciwko Koronie Kielce w 10. kolejce zagrał 400. oficjalny mecz w historii swoich występów dla Wisły Kraków. W 29. kolejce wystąpił w 350. meczu w najwyższej klasie rozgrywkowej polskiego systemu ligowego.
Daniel Hoyo-Kowalski w meczu 32. kolejki z Zagłębiem Sosnowiec został najmłodszym debiutantem w historii krakowskiego klubu, a także Ekstraklasy w XXI wieku. Zadebiutował w wieku 15 lat, 9 miesięcy i 13 dni.
Piłkarzami miesiąca w głosowaniu kapitanów drużyn oraz kibiców Ekstraklasy zostali Zdeněk Ondrášek (sierpień), Jesús Imaz (października) i Jakub Błaszczykowski w marcu.

### Skład
| Nr                                  | Zawodnik             | Data urodzenia       | W klubie od | Poprzedni klub                  | Ekstraklasa | Ekstraklasa | Puchar Polski | Puchar Polski | RAZEM | RAZEM |        |        |
| Nr                                  | Zawodnik             | Data urodzenia       | W klubie od | Poprzedni klub                  |             |             |               |               |       |       | EKS/PP | EKS/PP |
| ----------------------------------- | -------------------- | -------------------- | ----------- | ------------------------------- | ----------- | ----------- | ------------- | ------------- | ----- | ----- | ------ | ------ |
| Bramkarze                           |                      |                      |             |                                 |             |             |               |               |       |       |        |        |
| 1                                   | Mateusz Lis          | 27 lutego 1997       | 2018        | Lech Poznań                     | 33 (2)      | 0           | 0             | 0             | 35    | 0     | 0      | 0      |
| 12                                  | Tobiasz Weinzettel   | 24 maja 1996         | 2019        | Odra Opole                      | 0           | 0           | 0             | 0             | 0     | 0     | 0      | 0      |
| 22                                  | Michał Buchalik      | 3 lutego 1989        | 2014        | Ruch Chorzów                    | 4           | 0           | 1             | 0             | 5     | 0     | 0      | 1/0    |
| 48                                  | Kamil Broda          | 19 lipca 2001        | 2017        | Wisła Kraków U-19               | 0           | 0           | 0             | 0             | 0     | 0     | 0      | 0      |
| 74                                  | Kacper Chorążka      | 18 marca 1999        | 2017        | Wisła Kraków U-19               | 0           | 0           | 0             | 0             | 0     | 0     | 0      | 0      |
| Obrońcy                             |                      |                      |             |                                 |             |             |               |               |       |       |        |        |
| 2                                   | Rafał Pietrzak       | 30 stycznia 1992     | 2016        | GKS Katowice                    | 35 (1)      | 3           | 1             | 0             | 37    | 3     | 4/0    | 0      |
| 4                                   | Maciej Sadlok        | 29 czerwca 1989      | 2014        | Ruch Chorzów                    | 27          | 0           | 1             | 0             | 28    | 0     | 8/0    | 0      |
| 4                                   | Jakub Bartkowski     | 7 listopada 1991     | 2017        | Wigry Suwałki                   | 17 (1)      | 1           | 1             | 0             | 19    | 1     | 4/0    | 0      |
| 5                                   | Lukas Klemenz        | 24 września 1995     | 2019        | Jagiellonia Białystok           | 8 (2)       | 0           | 0             | 0             | 10    | 0     | 2/0    | 0      |
| 8                                   | Łukasz Burliga       | 10 maja 1988         | 2019        | Jagiellonia Białystok           | 7 (4)       | 2           | 0             | 0             | 11    | 2     | 7/0    | 1/0    |
| 15                                  | Zoran Arsenić        | 2 czerwca 1994       | 2017        | NK Osijek                       | 9 (3)       | 0           | 1             | 0             | 13    | 0     | 4/1    | 0      |
| 17                                  | Jakub Bartosz        | 13 sierpnia 1996     | 2014        | Wisła II Kraków                 | 1 (7)       | 0           | 0             | 0             | 8     | 0     | 0      | 0      |
| 21                                  | Marcin Grabowski     | 21 maja 2000         | 2018        | Lech II Poznań                  | 5 (3)       | 0           | 0 (1)         | 0             | 9     | 0     | 2/0    | 0      |
| 27                                  | Marcin Wasilewski    | 9 czerwca 1980       | 2017        | Leicester City                  | 28          | 0           | 0             | 0             | 28    | 0     | 7/0    | 0      |
| 29                                  | Matej Palčič         | 21 czerwca 1993      | 2018        | NK Maribor                      | 9 (3)       | 2           | 0             | 0             | 12    | 2     | 1/0    | 0      |
| 43                                  | Dawid Szot           | 29 kwietnia 2001     | 2019        | Wisła Kraków U-19               | 2           | 0           | 0             | 0             | 2     | 0     | 0      | 0      |
| 45                                  | Daniel Hoyo-Kowalski | 12 lipca 2003        | 2019        | Akademia Piłkarska Wisła Kraków | 4           | 0           | 0             | 0             | 4     | 0     | 0      | 0      |
| 49                                  | Piotr Świątko        | 29 maja 1999         | 2017        | Wisła Kraków U-19               | 0           | 0           | 0             | 0             | 0     | 0     | 0      | 0      |
| Pomocnicy                           |                      |                      |             |                                 |             |             |               |               |       |       |        |        |
| 7                                   | Dawid Kort           | 29 kwietnia 1995     | 2018        | Pogoń Szczecin                  | 18 (2)      | 3           | 1             | 0             | 21    | 3     | 2/0    | 0      |
| 7                                   | Sławomir Peszko      | 19 lutego 1985       | 2019        | Lechia Gdańsk                   | 14          | 3           | 0             | 0             | 14    | 3     | 3/0    | 0      |
| 8                                   | Tibor Halilović      | 18 marca 1995        | 2017        | NK Lokomotiva Zagrzeb           | 4 (7)       | 0           | 0             | 0             | 11    | 0     | 0      | 0      |
| 9                                   | Rafał Boguski        | 9 czerwca 1984       | 2005        | ŁKS Łomża                       | 23 (4)      | 2           | 0 (1)         | 0             | 28    | 2     | 4/0    | 0      |
| 10                                  | Vullnet Basha        | 11 lipca 1990        | 2017        | UCAM Murcia CF                  | 30          | 3           | 1             | 0             | 31    | 3     | 7/0    | 0      |
| 16                                  | Jakub Błaszczykowski | 14 grudnia 1985      | 2019        | VfL Wolfsburg                   | 8           | 5           | 0             | 0             | 8     | 5     | 0      | 0      |
| 26                                  | Kamil Wojtkowski     | 26 lutego 1998       | 2017        | RB Leipzig U-19                 | 6 (18)      | 1           | 0             | 0             | 24    | 1     | 3/0    | 0      |
| 28                                  | Vukan Savićević      | 29 stycznia 1994     | 2019        | Slovan Bratysława               | 11 (1)      | 2           | 0             | 0             | 12    | 2     | 3/0    | 0      |
| 42                                  | Daniel Morys         | 26 grudnia 2000      | 2019        | Wisła Kraków U-19               | 1           | 0           | 0             | 0             | 1     | 0     | 0      | 0      |
| 47                                  | Kacper Laskoś        | 5 stycznia 2000      | 2017        | Wisła Kraków U-19               | 0           | 0           | 0             | 0             | 0     | 0     | 0      | 0      |
| 70                                  | Maciej Śliwa         | 5 maja 2001          | 2018        | Wisła Kraków U-19               | 1 (4)       | 1           | 0             | 0             | 5     | 1     | 0      | 0      |
| 77                                  | Martin Košťál        | 23 lutego 1996       | 2017        | Spartak Trnawa                  | 15 (4)      | 2           | 0 (1)         | 0             | 20    | 2     | 2/0    | 0      |
| 77                                  | Emmanuel Kumah       | 9 lutego 2000        | 2019        | Tudu Mighty Jet                 | 0 (4)       | 0           | 0             | 0             | 4     | 0     | 0      | 0      |
| 80                                  | Patryk Plewka        | 2 stycznia 2000      | 2017        | Wisła Kraków U-19               | 8 (10)      | 0           | 1             | 0             | 19    | 0     | 0      | 0      |
| 88                                  | Patryk Małecki       | 1 sierpnia 1988      | 2016        | Pogoń Szczecin                  | 4 (1)       | 0           | 0             | 0             | 5     | 0     | 0      | 0      |
| 98                                  | Wojciech Słomka      | 4 listopada 1998     | 2017        | Akademia Sportu Progres Kraków  | 0 (5)       | 0           | 0             | 0             | 5     | 0     | 0      | 0      |
| 99                                  | Riccardo Grym        | 13 czerwca 1999      | 2019        | Borussia Mönchengladbach U-19   | 0           | 0           | 0             | 0             | 0     | 0     | 0      | 0      |
| Napastnicy                          |                      |                      |             |                                 |             |             |               |               |       |       |        |        |
| 11                                  | Jesús Imaz           | 26 września 1990     | 2017        | Cádiz CF                        | 16 (1)      | 6           | 1             | 0             | 18    | 6     | 3/0    | 0      |
| 11                                  | Krzysztof Drzazga    | 20 czerwca 1995      | 2016        | Górnik Polkowice                | 16 (1)      | 5           | 0             | 0             | 17    | 5     | 1/0    | 0      |
| 11                                  | Zdeněk Ondrášek      | 22 grudnia 1988      | 2016        | Tromsø IL                       | 18 (1)      | 11          | 1             | 1             | 19    | 12    | 4/0    | 0/1    |
| 14                                  | Artur Balicki        | 11 października 1999 | 2019        | Ruch Chorzów                    | 0 (2)       | 0           | 0             | 0             | 2     | 0     | 0      | 0      |
| 23                                  | Paweł Brożek         | 21 kwietnia 1983     | 2013        | Recreativo Huelva               | 4 (10)      | 2           | 0 (1)         | 0             | 15    | 2     | 1/0    | 0      |
| 24                                  | Marko Kolar          | 31 maja 1995         | 2017        | NK Lokomotiva Zagrzeb           | 20 (6)      | 11          | 1             | 0             | 27    | 11    | 2/0    | 0      |
| 44                                  | Aleksander Buksa     | 15 stycznia 2003     | 2019        | Akademia Piłkarska Wisła Kraków | 0 (4)       | 0           | 0             | 0             | 4     | 0     | 0      | 0      |
| Ostatnia aktualizacja: 18 maja 2019 |                      |                      |             |                                 |             |             |               |               |       |       |        |        |

W nawiasach wprowadzenia na boisko.
    odejścia ze składu     przyjścia do składu
1. ↑  od marca do czerwca 2019.
2. ↑  od sierpnia 2018 wypożyczony do Rakowa Częstochowa, powrót w styczniu 2019, wypożyczenie od marca 2019 do Hutnika Kraków.
3. ↑  do stycznia 2019.
4. ↑  od stycznia 2019.
5. ↑  od stycznia 2019.
6. ↑  do stycznia 2019.
7. ↑  od stycznia 2019.
8. ↑  od stycznia 2019.
9. ↑  od marca 2019 wypożyczony do Hutnika Kraków.
10. ↑  do stycznia 2019.
11. ↑  wypożyczony z Lechii Gdańsk od 25 stycznia 2019.
12. ↑  do stycznia 2019.
13. ↑  oficjalna prezentacja 8 lutego 2019.
14. ↑  od 31 stycznia 2019.
15. ↑  od stycznia 2019.
16. ↑  do 13 lutego 2019.
17. ↑  do stycznia 2019.
18. ↑  od lutego 2019.
19. ↑  od 1 września 2018 roku wypożyczony do Spartaka Trnawa.
20. ↑  od stycznia 2019.
21. ↑  od 1 września 2018 zawodnik Wisły Płock.
22. ↑  do stycznia 2019 roku.
23. ↑  od stycznia 2019 roku.
24. ↑  od 1 stycznia 2019 roku zawodnik FC Dallas.
25. ↑  od 28 lutego 2019 roku.
26. ↑  wznowienie kontraktu od 20 września 2018 roku.
27. ↑  od 20 stycznia 2019 roku.

### Transfery

#### Przyszli
| Poz            | Nazwisko             | Poprzedni klub                | Typ                   | Koniec      | Kwota transferu | Źródło |
| -------------- | -------------------- | ----------------------------- | --------------------- | ----------- | --------------- | ------ |
| Okienko letnie |                      |                               |                       |             |                 |        |
| PO             | Asmir Suljić         | Videoton Szekesfehervar       | wolny transfer        | 30.06.2020  | bez odstępnego  | [ 48 ] |
| OB             | Marcin Grabowski     | Lech II Poznań                | wolny transfer        | 30.06.2020  | bez odstępnego  | [ 49 ] |
| BR             | Mateusz Lis          | Raków Częstochowa             | transfer              | 30.06.2021  | 500 000 zł      | [ 51 ] |
| OB             | Rafał Pietrzak       | Zagłębie Lubin                | powrót z wypożyczenia | 30.06.2019  | -               | [ 52 ] |
| OB             | Jakub Bartosz        | Sandecja Nowy Sącz            | powrót z wypożyczenia | 30.06.2019  | -               | [ 53 ] |
| PO             | Dawid Kort           | Pogoń Szczecin                | wolny transfer        | 30.06.2019  | bez odstępnego  | [ 54 ] |
| PO             | Riccardo Grym        | Borussia Mönchengladbach U-19 | wolny transfer        | 30.06.2020  | bez odstępnego  | [ 55 ] |
| Okienko zimowe |                      |                               |                       |             |                 |        |
| NA             | Krzysztof Drzazga    | Puszcza Niepołomice           | powrót z wypożyczenia | 30.06.2019  | -               | [ 56 ] |
| PO             | Wojciech Słomka      | GKS Katowice                  | powrót z wypożyczenia | 30.06.2019  | -               | [ 56 ] |
| BR             | Kacper Chorążka      | Raków Częstochowa             | powrót z wypożyczenia | 30.06.2019  | -               | [ 56 ] |
| OB             | Lukas Klemenz        | Jagiellonia Białystok         | transfer              | 30.06.2020  | bez odstępnego  | [ 57 ] |
| OB             | Łukasz Burliga       | Jagiellonia Białystok         | transfer              | 30.06.2019  | bez odstępnego  | [ 58 ] |
| PO             | Sławomir Peszko      | Lechia Gdańsk                 | wypożyczenie          | 30.06.2019  | bez odstępnego  | [ 59 ] |
| PO             | Vukan Savicević      | Slovan Bratysława             | transfer              | 31.12.2021  | 50 000 €        | [ 61 ] |
| PO             | Jakub Błaszczykowski | VfL Wolfsburg                 | transfer              | 30.06.2019  | bez odstępnego  | [ 62 ] |
| PO             | Daniel Morys         | Wisła Kraków U-19             | -                     | brak danych | -               | [ 63 ] |
| PO             | Emmanuel Kumah       | Tudu Mighty Jet               | wypożyczenie          | 31.12.2019  | bez odstępnego  | [ 64 ] |
| NA             | Artur Balicki        | Ruch Chorzów                  | transfer              | 31.12.2022  | bez odstępnego  | [ 65 ] |
| BR             | Tobiasz Weinzettel   | Odra Opole                    | transfer              | 30.06.2019  | bez odstępnego  | [ 66 ] |

1. ↑  Kontrakt rozwiązany za porozumieniem stron 27 czerwca.

Ostatnia aktualizacja: 18 maja 2019

#### Odeszli
| Poz            | Nazwisko           | Nowy klub             | Typ                   | Kwota transferu | Źródło |
| -------------- | ------------------ | --------------------- | --------------------- | --------------- | ------ |
| Okienko letnie |                    |                       |                       |                 |        |
| OB             | Arkadiusz Głowacki | –                     | koniec kontraktu      | -               | [ 67 ] |
| NA             | Paweł Brożek       | –                     | koniec kontraktu      | -               | [ 67 ] |
| PO             | Tomasz Cywka       | Lech Poznań           | koniec kontraktu      | -               | [ 68 ] |
| PO             | Nikola Mitrović    | Keşlə Baku            | koniec kontraktu      | -               | [ 69 ] |
| OB             | Iván González      | Recreativo Huelva     | koniec kontraktu      | -               | [ 70 ] |
| NA             | Pol Llonch         | Willem II Tilburg     | koniec kontraktu      | -               | [ 71 ] |
| PO             | Riccardo Grym      | Wisła Płock           | transfer              | bez odstępnego  | [ 72 ] |
| PO             | Asmir Suljić       | NK Olimpija           | rozwiązanie kontraktu | -               | [ 73 ] |
| NA             | Krzysztof Drzazga  | Puszcza Niepołomice   | wypożyczenie          | bez odstępnego  | [ 74 ] |
| BR             | Julián Cuesta      | Aris Saloniki         | koniec kontraktu      | -               | [ 75 ] |
| NA             | Denys Bałaniuk     | Arsenał Kijów         | wypożyczenie          | bez odstępnego  | [ 76 ] |
| NA             | Carlitos           | Legia Warszawa        | transfer              | 450 000 €       | [ 78 ] |
| OB             | Fran Vélez         | Aris Saloniki         | rozwiązanie kontraktu | -               | [ 79 ] |
| PO             | Petar Brlek        | Genoa CFC             | koniec wypożyczenia   | bez odstępnego  | [ 80 ] |
| BR             | Kacper Chorążka    | Raków Częstochowa     | wypożyczenie          | bez odstępnego  | [ 81 ] |
| OB             | Patryk Małecki     | Spartak Trnawa        | wypożyczenie          | bez odstępnego  | [ 82 ] |
| Okienko zimowe |                    |                       |                       |                 |        |
| NA             | Zdeněk Ondrášek    | FC Dallas             | transfer              | bez odstępnego  | [ 83 ] |
| PO             | Dawid Kort         | PAE Atromitos         | rozwiązanie kontraktu | -               | [ 84 ] |
| OB             | Jakub Bartkowski   | Pogoń Szczecin        | rozwiązanie kontraktu | -               | [ 85 ] |
| NA             | Jesús Imaz         | Jagiellonia Białystok | transfer              | 300 000 €       | [ 87 ] |
| PO             | Martin Košťál      | Jagiellonia Białystok | transfer              | 350 000 €       | [ 87 ] |
| PO             | Tibor Halilović    | HNK Rijeka            | rozwiązanie kontraktu | -               | [ 88 ] |
| BR             | Kacper Chorążka    | Hutnik Kraków         | wypożyczenie          | bez odstępnego  | [ 89 ] |
| OB             | Piotr Świątko      | Hutnik Kraków         | wypożyczenie          | bez odstępnego  | [ 89 ] |
| PO             | Kacper Laskoś      | GKS Tychy             | transfer              | bez odstępnego  | [ 90 ] |

Ostatnia aktualizacja: 18 maja 2019

#### Nowe kontrakty
| Poz            | Nazwisko          | Koniec kontraktu | Typ                       | Źródło |
| -------------- | ----------------- | ---------------- | ------------------------- | ------ |
| Okienko letnie |                   |                  |                           |        |
| BR             | Michał Buchalik   | 30 czerwca 2019  | automatyczne przedłużenie | [ 91 ] |
| NA             | Jesús Imaz        | 30 czerwca 2019  | automatyczne przedłużenie | [ 91 ] |
| OB             | Marcin Wasilewski | 30 czerwca 2019  | automatyczne przedłużenie | [ 92 ] |
| BR             | Kacper Chorążka   | 30 czerwca 2019  | nowy kontrakt             | [ 93 ] |
| OB             | Zoran Arsenić     | 30 czerwca 2022  | nowy kontrakt             | [ 94 ] |
| NA             | Krzysztof Drzazga | 30 czerwca 2019  | nowy kontrakt             | [ 95 ] |
| NA             | Denys Bałaniuk    | 30 czerwca 2019  | nowy kontrakt             | [ 76 ] |
| PO             | Patryk Plewka     | 30 czerwca 2021  | nowy kontrakt             | [ 96 ] |
| Okienko zimowe |                   |                  |                           |        |
| NA             | Marko Kolar       | 31 grudnia 2020  | nowy kontrakt             | [ 97 ] |

Ostatnia aktualizacja: 18 maja 2019

## Zarząd i sztab szkoleniowy
12 czerwca Joan Carrillo zrezygnował ze stanowiska głównego trenera. Kontrakty rozwiązali także Xavier Coll Planas i Mátyás Czuczi ze sztabu szkoleniowego. Tymczasowymi prowadzącymi zajęcia przygotowawcze z zawodnikami zostali Kazimierz Kmiecik i Radosław Sobolewski.
18 czerwca obowiązki dyrektora sportowego Wisły przejął Arkadiusz Głowacki. Zastąpił na stanowisku Manuela Junco, który w pionie sportowym znajdował się od 20 lutego 2017 roku. W marcu Głowacki zrezygnował z funkcji. Posadę nowego szkoleniowca objął Maciej Stolarczyk, a sztab uzupełnili dotychczasowi trenerzy tymczasowi oraz Mariusz Jop. Po 32. kolejce uruchomiono klauzulę zawartą w kontrakcie Stolarczyka, który został automatycznie przedłużony o kolejny sezon.
21 lipca z funkcji wiceprezesa zarządu spółki piłkarskiej zrezygnował Damian Dukat, zajmujący stanowisko od grudnia 2016 roku, ze względu na krytykę od strony mediów i kibiców. Zarząd Wisły Kraków SA działał w jednoosobowym składzie do 14 sierpnia, gdy obowiązki wiceprezesa przejął Daniel Gołda, dyrektor wykonawczy w Wiśle od stycznia 2017 roku.
7 sierpnia szefem skautingu został Marcin Kuźba. Z funkcji zrezygnował w marcu.
W grudniu po przekazaniu akcji nowym właścicielom członkowie zarządu klubu oraz rady nadzorczej zrezygnowali z funkcji, a tymczasowym prezesem w miejsce Marzeny Sarapaty został Adam Pietrowski. 4 stycznia stanowisko prezesa piłkarskiej spółki objął Rafał Wisłocki. Powołano także radę nadzorczą w składzie Kazimierz Lenczowski, Piotr Pątko i Łukasz Przegon, który pełnił rolę przewodniczącego. W lutym pełnomocnikiem zarządu ds. restrukturyzacji został Piotr Obidziński. 13 marca walne zgromadzenie akcjonariuszy podjęło decyzję o zmianach w statucie i składzie rady nadzorczej piłkarskiej spółki. Na funkcję przewodniczącego został powołany Tomasz Jażdżyński, a wiceprzewodniczącymi zostali Jarosław Królewski i Dawid Błaszczykowski. Wszyscy nowi członkowie Rady zadeklarowali, iż swoje funkcje będą pełnili społecznie.
| Stanowisko                                | Imię i nazwisko                                        | Uwagi                                                                                           |
| ----------------------------------------- | ------------------------------------------------------ | ----------------------------------------------------------------------------------------------- |
| Prezes                                    | Rafał Wisłocki Adam Pietrowski (p.o.) Marzena Sarapata | od 4 stycznia 2019 od 22 grudnia 2018 do 4 stycznia 2019 od 26 sierpnia 2016 do 22 grudnia 2019 |
| Wiceprezes                                | Daniel Gołda Damian Dukat                              | od 14 sierpnia do 22 grudnia 2018 od grudnia 2016 do 21 lipca 2018                              |
| Przewodniczący rady nadzorczej            | Tadeusz Czerwiński Łukasz Przegon Tomasz Jażdżyński    | od 26 sierpnia 2016 do 22 grudnia 2018 od 4 stycznia do 13 marca 2019 od 13 marca 2019          |
| Wiceprzewodniczący rady nadzorczej        | Jarosław Królewski Dawid Błaszczykowski                | od 13 marca 2019                                                                                |
| Członkowie rady nadzorczej                | Ludwik Miętta-Mikołajewicz Mateusz Stankiewicz         | od 21 stycznia do 22 grudnia 2018                                                               |
| Trener                                    | Maciej Stolarczyk                                      | od 18 czerwca 2018                                                                              |
| Asystent trenera                          | Radosław Sobolewski                                    | od 25 czerwca 2016                                                                              |
| Asystent trenera                          | Kazimierz Kmiecik                                      | od 10 grudnia 2015                                                                              |
| Asystent trenera                          | Mariusz Jop                                            | od 1 lipca 2018                                                                                 |
| Trener bramkarzy                          | Artur Łaciak                                           | od 1 września 2016                                                                              |
| Trener przygotowania fizycznego           | Wojciech Żuchowicz                                     | od 1 lipca 2018                                                                                 |
| Trener przygotowania kontroli motorycznej | Daniel Michalczyk                                      | od 16 czerwca 2010                                                                              |
| Analityk                                  | Mariusz Kondak                                         | od 11 października 2016                                                                         |
| Kierownik drużyny                         | Jarosław Krzoska                                       | od 12 lipca 2010                                                                                |
| Masażysta                                 | Zbigniew Woźniak                                       | od 21 czerwca 1989                                                                              |
| Fizjoterapeuta                            | Marcin Bisztyga                                        | od 2006                                                                                         |
| Rehabilitant                              | Karol Biedrzycki                                       | od 1 lipca 2018                                                                                 |
| Opiekun drużyny                           | Paweł Blitek                                           | od sezonu 2016/2017                                                                             |
| Lekarz                                    | Mariusz Urban                                          | od 15 listopada 2017                                                                            |
| Dietetyk                                  | Rafał Baran                                            | od 31 sierpnia 2018                                                                             |

1. ↑  w 27. kolejce poprowadził 300. mecz w roli kierownika drużyny